# Tropidosaura
Tropidosaura – rodzaj jaszczurek z rodziny jaszczurkowatych (Lacertidae).

## Zasięg występowania
Rodzaj obejmuje gatunki występujące w Południowej Afryce i Lesotho. 

## Systematyka

### Etymologia
Tropidosaura: gr. τροπις tropis, τροπιδος tropidos „kil statku”; σαυρος sauros „jaszczurka”.

### Podział systematyczny
Do rodzaju należą następujące gatunki:  
- Tropidosaura cottrelli (Hewitt, 1925)
- Tropidosaura essexi Hewitt, 1927
- Tropidosaura gularis Hewitt, 1927
- Tropidosaura montana (Gray, 1831)